# 1987 SF6
1987 SF6 är en asteroid i huvudbältet som upptäcktes den 21 september 1987 av den tjeckiske astronomen Zdeňka Vávrová vid Kleť-observatoriet.
Asteroiden har en diameter på ungefär 7 kilometer.